# Hưng An, Nội Mông
Minh Hưng An (tiếng Mông Cổ:  Kingɣan ayimaɣ; tiếng Trung: 兴安盟; Bính âm: Xīng'ān Méng) là một đơn vị hành chính cấp địa khu của khu tự trị Nội Mông Cổ và là một trong ba minh còn tồn tại trong khu tự trị này. Nó có ranh giới với Hulun Buir ở phía bắc, Mông Cổ và Tích Lâm Quách Lặc ở phía tây, Thông Liêu ở phía nam và các tỉnh Cát Lâm và Hắc Long Giang ở phía đông. Tên gọi của minh này có nguồn gốc từ dãy núi Đại Hưng An vượt ngang qua minh từ phía tây bắc tới phía đông nam. Diện tích của minh này là 67.706 km².

## Phân chia hành chính
Hưng An chia ra thành 2 thành phố cấp huyện, 1 huyện và 3 kỳ:
- Thành phố cấp huyện:
  - Ô Lan Hạo Đặc (乌兰浩特 - Wūlánhàotè), 772 km², khoảng 280.000 dân;
  - A Nhĩ Sơn (阿尔山 - Ā'ěrshān), 7.409 km², khoảng 50.000 dân;
- Huyện:
  - Đột Tuyền (突泉 - Tūquán), trung tâm hành chính: trấn Đột Tuyền (突泉), 4.800 km², khoảng 300.000 dân;
- Kỳ:
  - Khoa Nhĩ Thấm Dực Tiền (科尔沁右翼前 - Kē'ěrqìn Yòuyì Qián), trung tâm hành chính: trấn Đại Bá Câu (大坝沟), 19.375 km², khoảng 360.000 dân;
  - Khoa Nhĩ Thấm Hữu Dực Trung (科尔沁右翼中 - Kē'ěrqìn Yòuyì Zhōng), trung tâm hành chính: trấn Bạch Âm Hô Thạc (白音呼硕), 15.613 km², khoảng 240.000 dân;
  - Trát Lãi Đặc (扎赉特 - Zālàitè), trung tâm hành chính: trấn Âm Đức Nhĩ (音德尔), 11.837 km², khoảng 390.000 dân.

## Dân cư
Năm 2000, Hưng An có 1.588.787 dân (26,57 người/km²).
| Dân tộc        | Dân số  | Tỷ lệ  |
| -------------- | ------- | ------ |
| Hán            | 852.684 | 53,67% |
| Mông Cổ        | 652.385 | 41,06% |
| Mãn            | 71.653  | 4,51%  |
| Triều Tiên     | 6.240   | 0,39%  |
| Hồi            | 3.017   | 0,19%  |
| Đạt Oát Nhĩ    | 1.168   | 0,07%  |
| Tích Bá        | 568     | 0,04%  |
| Ngạc Luân Xuân | 203     | 0,01%  |
| Di             | 154     | 0,01%  |
| Khác           | 715     | 0,05%  |